# Henri Rebeaud
Henri Rebeaud, né le 26 décembre 1903 à Échallens et mort le 11 juillet 1983, est un écrivain, enseignant et géographe vaudois.

## Biographie
Henri Rebeaud étudie au collège de sa ville natale, puis continue ses études à l'École normale et à l'Université de Lausanne, où il obtient une licence en lettres. 
Il devient professeur dans divers collèges vaudois et enseigne notamment à l'école royale d'Addis-Adeba, en Éthiopie, puis à l'école supérieure de commerce de Lausanne à son retour en Suisse.
Henri Rebeaud reçoit par ailleurs le Prix de l'essai de la Société des écrivains suisses en 1934. 

## Sources
- « Henri Rebeaud », sur la base de données des personnalités vaudoises sur la plateforme « Patrinum » de la Bibliothèque cantonale et universitaire de Lausanne.
- Écrivains suisses d'aujourd'hui, p. 143-144
- Gazette de Lausanne 1983/07/16-17, nécrologie p. 4